# 電擊文庫 FIGHTING CLIMAX
《電擊文庫 FIGHTING CLIMAX》，是電擊文庫與世嘉共同合作的2D對戰格鬥遊戲。

## 概要
電擊文庫慶祝20週年，與SEGA聯手推出以旗下數十部的輕小說角色為主的2D格鬥遊戲。

## 登場角色

遊戲的戰鬥畫面，左為高坂桐乃，右為夏娜

### 主要角色
夏娜 （シャナ）
聲 - 釘宮理恵 / 出自：《灼眼的夏娜》
亞絲娜 （アスナ）
聲 - 戶松遙 / 出自：《刀劍神域》
御坂美琴（みさか みこと）
聲 - 佐藤利奈 / 出自：《魔法禁書目錄》
高坂桐乃（こうさか きりの）
声 - 竹達彩奈 / 出自：《我的妹妹哪有這麼可愛！》
平和島静雄（へいわじま しずお）
声 - 小野大輔 / 出自：《無頭騎士異聞錄 DuRaRaRa!!》
黑雪公主(black lotus)（くろゆきひめ）
声 - 三澤紗千香 / 出自：《加速世界》
湊智花（みなと ともか）
声 - 花澤香菜 / 出自：《蘿球社！》
可從原作角色三澤真帆（声 - 井口裕香）、永塚紗季（声 - 日笠陽子）、袴田日向（声 - 小倉唯）、香椎愛莉（声 - 日高里菜）中挑選一人作搭檔。
桐人 （キリト）
声 - 松岡禎丞 / 出自：《刀劍神域》
司波深雪 （しば みゆき）
声 - 早見沙織 / 出自：《魔法科高中的劣等生》
逢坂大河（あいさか たいが）
声 - 釘宮理恵 / 出自：《TIGER×DRAGON》
姬柊雪菜（ひめらぎ ゆきな）
声 - 種田梨沙 / 出自：《噬血狂袭》
里見蓮太郎（さとみ れんたろう）
声 - 梶裕貴 / 出自：《黑色子彈》
遊佐恵美（ゆさ えみ）
声 - 日笠陽子 / 出自：《打工吧！魔王大人》
庫溫瑟·柏波特吉（クウェンサー＝バーボタージュ）
声 - 花江夏樹 / 出自：《重裝武器》

### 援護角色
威爾艾米娜·卡梅爾 （ヴィルヘルミナ・カルメル）
声 - 伊藤静 / 出自：《灼眼的夏娜》
莉法 （リーファ）
声 - 竹達彩奈 / 出自：《刀劍神域》
上条當麻（かみじょう とうま）
声 - 阿部敦 / 出自：《魔法禁書目錄》
黑貓（くろねこ）
声 - 花澤香菜 / 出自：《我的妹妹哪有這麼可愛！》
塞爾堤･史特路爾森 （セルティ・ストゥルルソン）
声 - 澤城美雪 / 出自：《無頭騎士異聞錄DuRaRaRa!!》
有田春雪 ( Silver Crow) （アリタ ハルユキ）
声 - 梶裕貴 / 出自：《加速世界》
赫蘿 （ホロ）
声 - 小清水亞美 / 出自：《狼與辛香料》
宮下藤花 （みやした とうか）
声 - 清水香里 / 出自：《幻影死神》
真奧貞夫（まおう さだお）
声 - 逢坂良太 / 出自：《打工吧！魔王大人》
慧心學園女子籃球部（慧心学園女子バスケットボール部）
声 - 小倉唯 / 出自：《蘿球社！》
加賀香子（かが こうこ）
声 - 堀江由衣 / 出自：《青春紀行》
奇諾（キノ）
声 - 久川綾 / 出自：《奇諾之旅》
椎名真白（しいな ましろ）
声 - 茅野愛衣 / 出自：《櫻花莊的寵物女孩》
藤和艾莉歐（とうわ エリオ）
声 - 大龜明日香 / 出自：《電波女與青春男》
司波達也（しば たつや）
声 - 中村悠一 / 出自：《魔法科高中的劣等生》
高須龍兒（たかす りゅうじ）
声 - 間島淳司 / 出自：《TIGER×DRAGON》
曉古城（あかつき こじょう）
声 - 細谷佳正 / 出自：《噬血狂袭》
藍原延珠（あいはら えんじゅ）
声 - 日高里菜 / 出自：《黑色子彈》
一方通行（アクセラレータ）
声 - 岡本信彥 / 出自：《魔法禁書目錄》
折原臨也（おりはら いざや）
声 - 神谷浩史 / 出自：《無頭騎士異聞錄DuRaRaRa!!》
芙蘿蕾緹雅（フローレイティア＝カピストラーノ）
声 - 伊藤靜 / 出自：《重裝武器》

### 魔王角色
結城晶（ゆうき あきら）
声 - 三木眞一郎 / 出自：《VR快打5》
客串登場。
陳佩
声 - 高山南 / 出自：《VR快打》
客串登場。

### 原創角色
故事模式的會話部份登場。
電神（Dreamcast）
声 - M・A・O / 角色設計 - KEI
向玩家求助的謎樣存在。
絶無
声 - 鈴木賢 / 角色設計 - 金澤浩隆
本作最大的敵人兼絕望的化身。
值得一提的是，在與本作同為電擊文庫Crossover作品的NDS遊戲電擊學園RPG Cross of Venus中的頭目絕夢，和本作的絕無一樣具有創造冒牌角色的能力。

## 主題曲
- 片頭曲：《FIGHTING CLIMAX》，歌手：園崎未惠

## 資料來源
1. ↑  . 電撃ONLINE.   [2014-01-30]. （原始内容存档于2021-04-16）.
2. ↑  . 電撃ONLINE.   [2014-01-30]. （原始内容存档于2021-04-27）.

## 外部連結
- 電撃文庫 FIGHTING CLIMAX 官方網站 （页面存档备份，存于）
- 電擊文庫 FIGHTING CLIMAX的X（前Twitter）
- クライマックスアリーナ （页面存档备份，存于） Aime連動網頁